# Псковский Кром
Псковский Кром (также Псковский кремль) — историко-архитектурный центр Пскова, ядро Псковской крепости. Расположен на узком и высоком мысу при впадении реки Псковы в реку Великую. Ансамбль включает в себя собственно Кром (3,5 га) и так называемый Довмонтов город (1,5 га).

## История Крома
Начальное поселение в мысовой части городища датируется серединой первого тысячелетия. В X—XII веках здесь существовали земляные, а возможно, и каменные укрепления, и деревянный Троицкий собор. В период Псковской республики (XIV — начало XVI веков) кремль с его собором, вечевой площадью и кромскими клетями был духовным, юридическим и административным центром псковской земли.
Территория кремля обнесена каменными крепостными стенами с ходовыми площадками перекрытыми деревянной кровлей высотою 6—8 м и толщиною от 2,5 м до 6,0 м (передняя (южная) стена Крома «перси»). Протяжённость восточной стены Кремля — 435 м; западной — 345 м. Протяжённость южной стены («перси») 88 м.
В 2013 г. Псковский Кром (кремль) вошёл в десятку «Символов России», победив в медиаконкурсе «Россия-10».
С 2014 года ансамбль Псковского кремля входит в состав Псковского музея-заповедника.

## Архитектурный ансамбль Крома

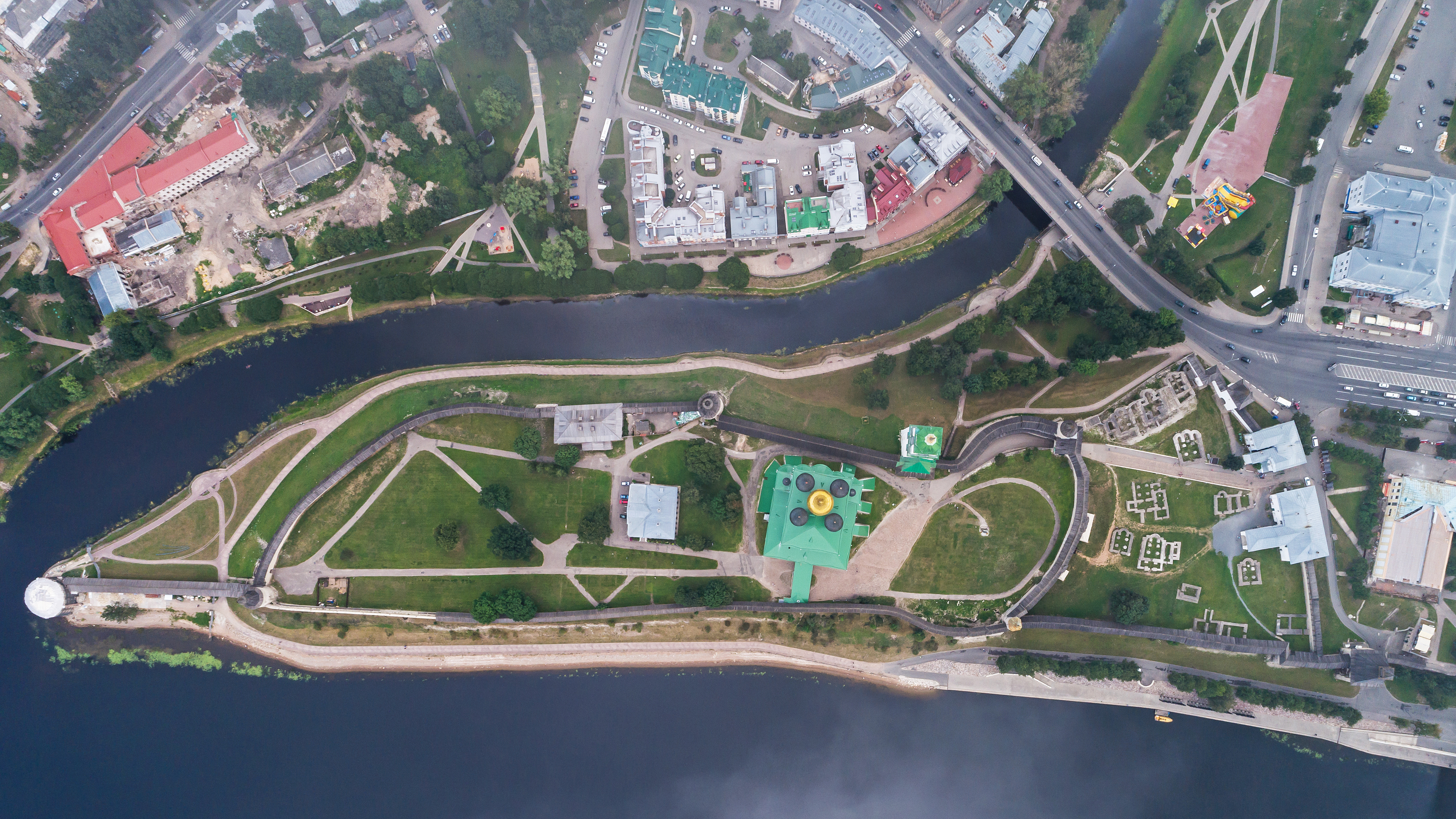
Аэрофотосъёмка, вид всего ансамбля сверху

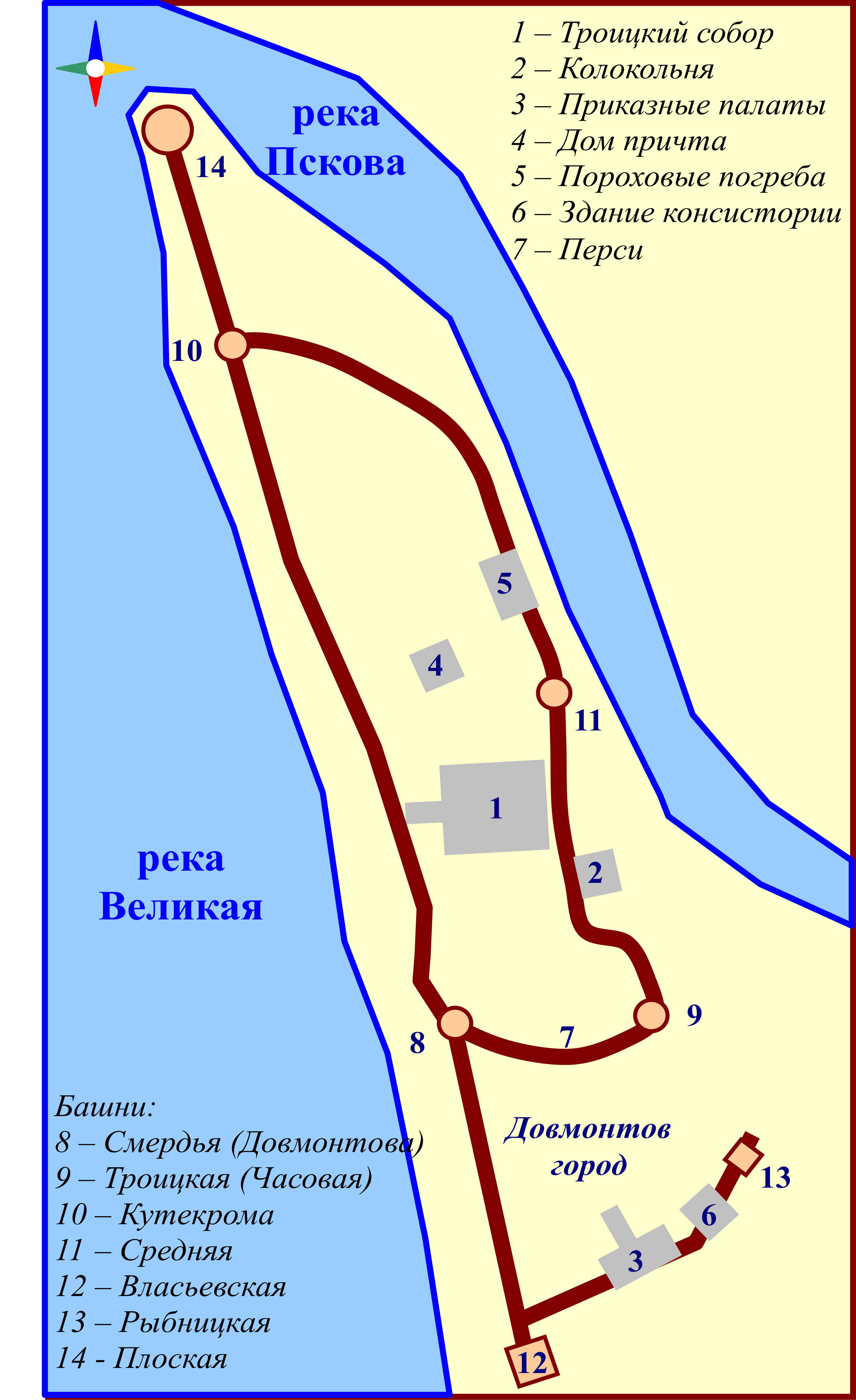
Общий план

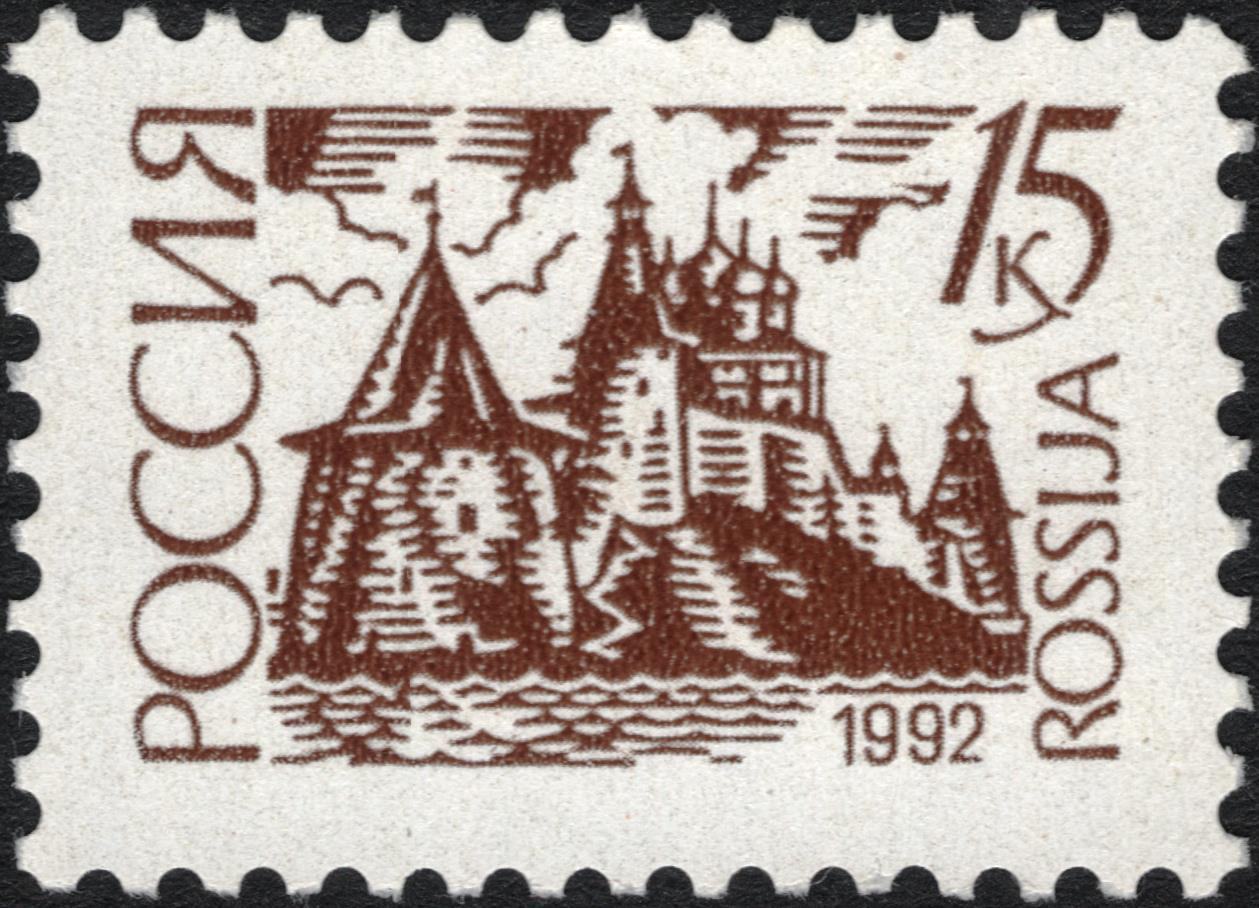
Первый выпуск стандартных почтовых марок Российской Федерации. Псковский Кремль.

Ансамбль Псковского кремля включает в себя:
- Довмонтов город (XIII—XVII вв.);
- «Перси» (Перша, или Довмонтова стена) (передняя стена Крома) (1337 (первое упоминание), 1393—1424 гг.);
- восточная и западная стена Кремля (XIV—XV вв., XVII в.);
- Захаб (охабень или захабень);
- Троицкий собор (1682—1699 гг.);
- колокольня (XIX в.);
- Приказные палаты (1692—1695, 1701 гг.);
- пороховые погреба;
- дом причта;
- гостевой дом.

Башни Крома и Довмонтова города
- Власьевская башня;
- Рыбницкая башня (Башня над Святыми воротами);
- Троицкая (Часовая) башня;
- Средняя башня (1416—1419 гг.);
- Башня Кутекрома (в Куту Крома, Красная или Кутий Костёр) (1399—1400 гг.);
- Плоская башня;
- Довмонтова (Смердья) башня.

27 апреля 2010 пожар уничтожил шатры Власьевской и Рыбницкой башен

## Иллюстрации

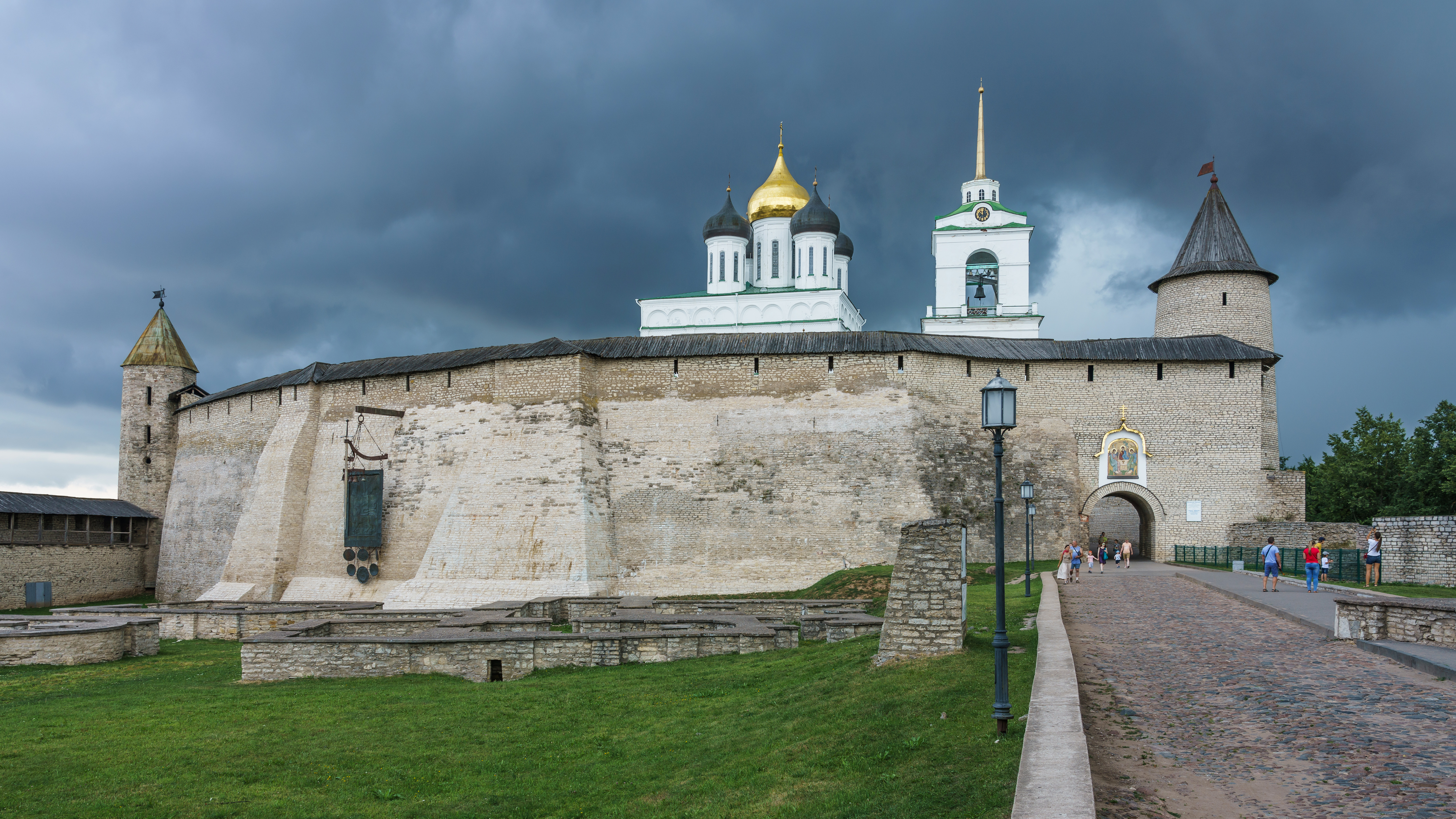
Вид c Довмонтова города, на заднем плане — крепостная стена с воротами, за ней — Троицкий собор и колокольня
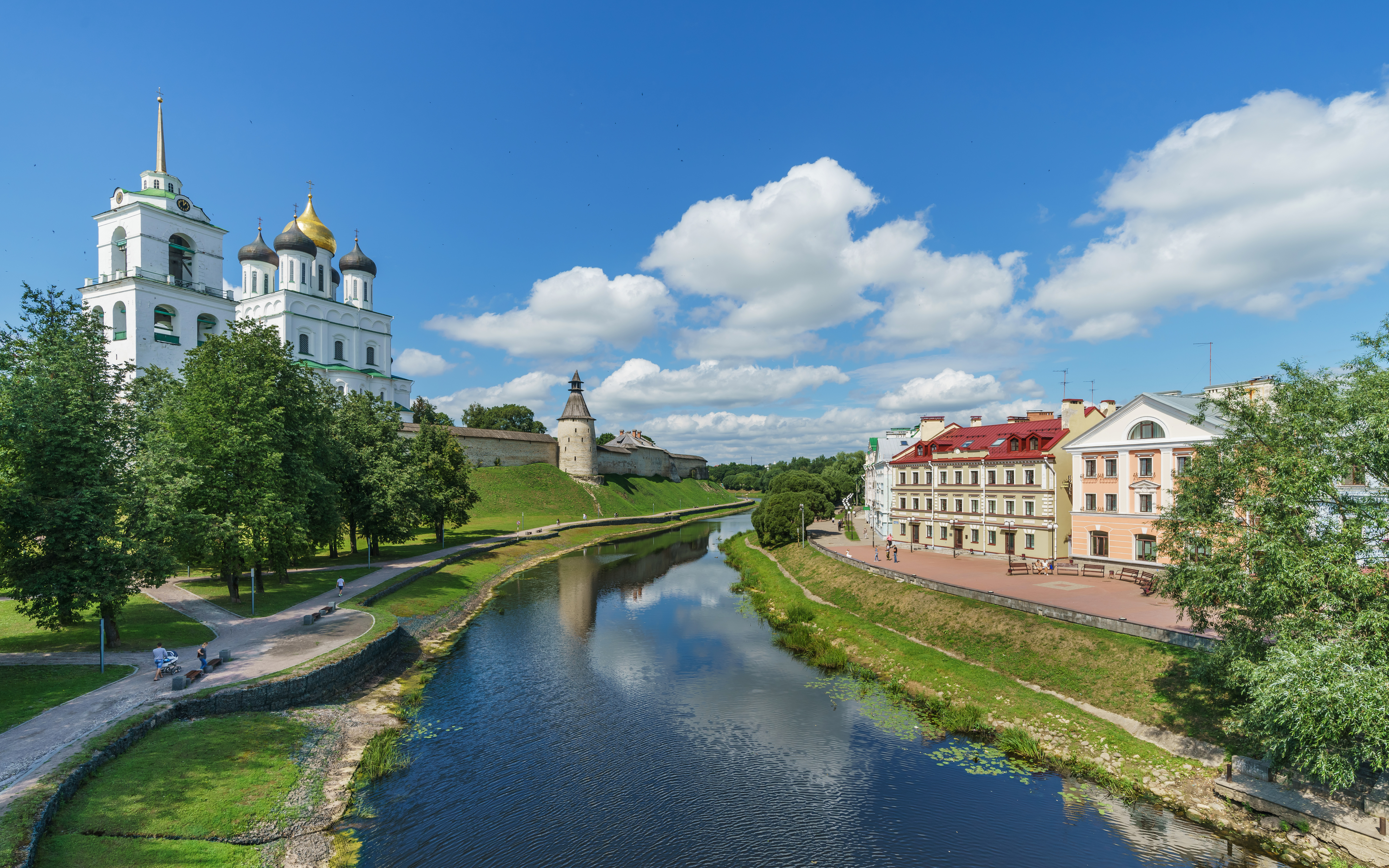
Кремль и река Пскова
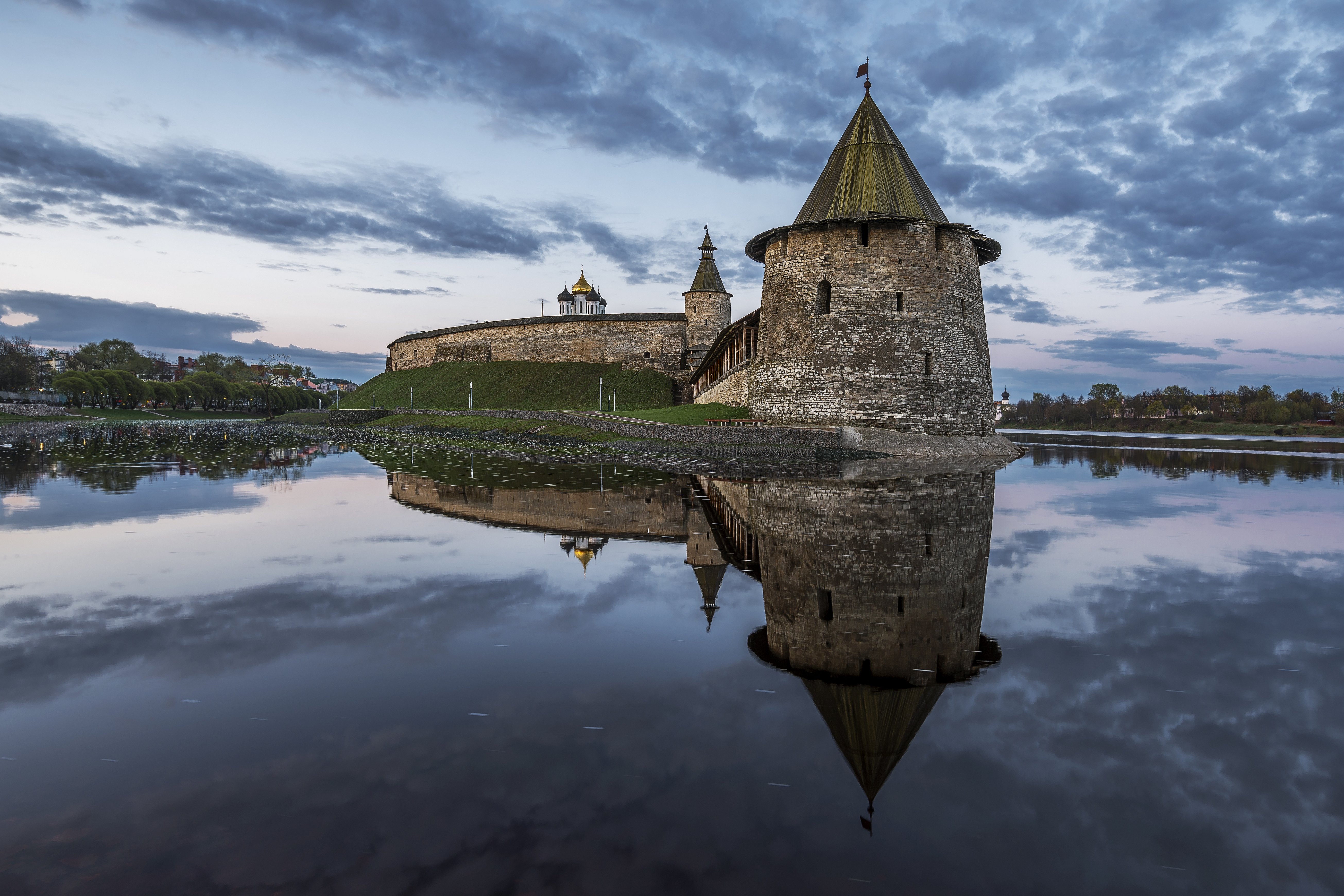
Плоская башня
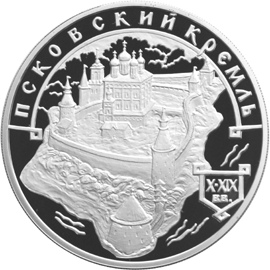
Серебряная памятная монета Банка России, 2003 г.
Панорама Псковского Крома
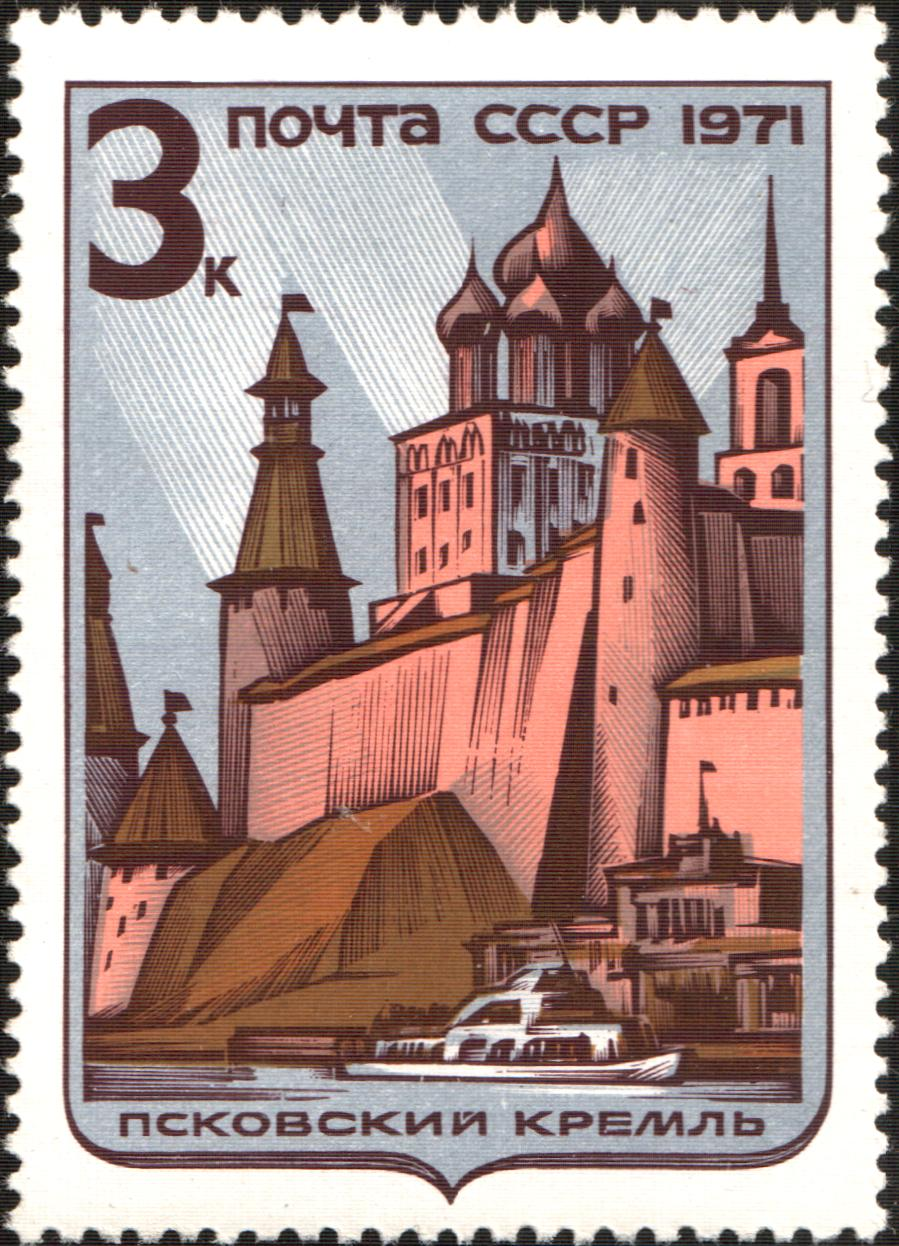
Почтовая марка СССР, 1971 год